# Manuel Lacarta Salvador
Manuel Lacarta es un  escritor español nacido en Madrid. Licenciado en Filosofía y Letras por la Universidad Complutense, cursó también estudios de música en el Real Conservatorio Superior de Música de Madrid. 

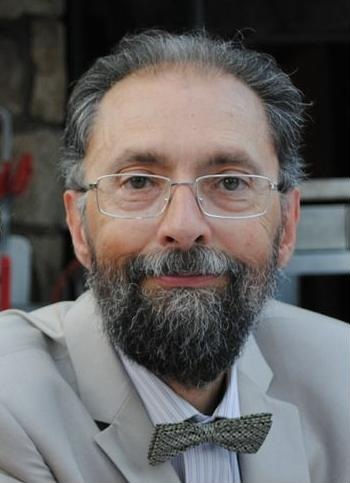
Manuel Lacarta, poeta

## Publicaciones
Ha publicado los siguientes libros:
Poesía
Reducto (1977), 
Encarcelado en el silencio (1978), 
Al sur del norte (1982), 
Estar sin estancia (1983), 
34 posiciones para amar a Bambi (1988), con el que obtuvo el premio 
Ámbito Literario de poesía,  
El tipo del espejo (2010),  
Otoño en el jardín de Pancho Villa (2011), que reúne su poesía completa entre 1977 y 2010 y ha sido Premio de la Crítica de Madrid 2011 y Libro recomendado por la Asociación de Editores de Poesía,
Así es la vida (2012), publicado en formato ebook. Así es la vida ,
El rojo de sus labios (2013), Margot en la Plaza de Castilla (2013),
Verano (2015), Alumbrado público (2016), La soledad de Mickey Mouse (2017), Las palabras (2018), Biografía (2019),
Como necesidad, el silencio (2020), En Liliput. Antología mínima, en formato  digital (2020),
El sonido del bosque en tu móvil (2020), Este sol que va quemando las espigas (2021),  Para que me leas en noviembre  (2022), La ciudad y el ruido (2023), Qué largo es el día con sus silencios (2024), Se nos va el tiempo en los relojes suizos (2025).
```
En 
Prosas
 (2018) y 
Nuevas prosas
 (2024) se reeditan ahora juntos sus seis libros de poesía en prosa, 
El rojo de sus labios
,
Verano
  y 
Alumbrado público
 (2013-2016) y 
Este sol que va quemando las espigas
, 
Para que me leas en noviembre
 y 
La ciudad y el ruido
 (2021-2023).
```

Narrativa
Cuentos de media página (1983),
Cuentos de Madrid  (2008),  
Dame tus manos (2010),
Yo, Lope de Aguirre, rebelde hasta la muerte (2014).
Ensayo
Madrid y sus literaturas. De la generación del 98 a la posguerra (1986), 
Felipe II. La idea de Europa (1986), 
Cervantes. Simbología de lo universal (1988),  
Diccionario del Quijote (1994), 
Diccionario del Siglo de Oro (1996),
Felipe II. La intimidad del Rey Prudente (1997),
Lope de Aguirre. El loco del Amazonas(1998),
Carlos V (1998),
Madrid y sus literaturas. Del modernismo y la generación del 98 a nuestros días (2002), 
 Madrid (2003), 
Felipe III (2003), 
Cervantes. Biografía razonada (2005), 
La Casa de Austria y la monarquía de Madrid (2006),   
Diccionario del Renacimiento (2006), 
La poesía española del exilio interior y otros ensayos (2017).

Suyas son además ediciones de la poesía del Siglo de Oro, Quevedo y León Felipe, una edición del libro Madrid, de Azorín, y varias monografías de pintores contemporáneos. 
En 1979, colaboró con los poemas de Presencia del toro con el pintor Juan Montesinos, y, en 1994, con los de Obra de Dos con el pintor José María Iglesias.

## Poemas
¿Qué hablabas con ella/ en las largas tardes, le decías/ al oído en secreto/ cuando paseabais de la mano/ cogidos como enamorados/ que apenas se acarician/ con los ojos, la mirada?/ ¿Dónde confluía el horizonte/ con sus besos, y el azul/ del mar con sus labios,/ el cielo con la almohada/ blanda de su vientre? ¿Qué/ ibas tú buscando con los dedos/ en la madeja de su pelo,/ en el hueco de su boca,/ entre los dientes; /recorriendo con mimo/ en sus mejillas? Luego un día,/ ¿qué fue de la noche y las estrellas/ que juntos veíais, uno/ con el otro y abrazados?/ ¿Imaginabais el futuro,/ caminabais por el parque,/ os veíais a escondidas? ¿Qué/ era entonces lo que nunca/ ibas a olvidar de ella? ("¿Qué fue de la noche y las estrellas?", Margot en la Plaza de Castilla.)
En la bolsa de basura alguien ha escondido una serpiente, y en los contratos de los bancos, la palabra de un poeta que presenta el libro de otro poeta, la conversación ventana a ventana de dos vecinas en el patio, los cuentos infantiles de Perrault y los susurros de amor hay a veces escondida también una serpiente. (Alumbrado público.)